# Jennifer Robinson (géographe)
Pour les articles homonymes, voir Jennifer Robinson et Robinson.
Jennifer Robinson, née en 1963 en Afrique du Sud, est une géographe. Depuis 2009, elle est professeure de géographie humaine à l'University College de Londres.

## Biographie
Elle obtient un doctorat en 1990 à l'Université de Cambridge.
En 2009, elle reçoit le Prix Murchison de la Royal Geographical Society pour son livre Ordinary Cities: Between Modernity and Development.
En 2024, elle devient Membre de la British Academy. 
Ses travaux s'inscrivent dans le champ des études urbaines et des études post-coloniales. Elle s'intéresse notamment à l'urbanisme comparatif, en proposant des méthodes comparatives pour les études urbaines globales. Elle travaille aussi sur les villes en Afrique. Au début de sa carrière, elle s'est intéressée aux villes post-apartheid. 

## Publications

### Ouvrages
- (en) avec Kevin Cox et Murray Low, The SAGE Handbook of Political Geography, Sage Publications, 2007 (ISBN 9781446206836, lire en ligne)
- (en) Ordinary Cities: Between Modernity and Development, Routledge, 4 juillet 2013 (ISBN 978-0-203-50655-4, DOI 10.4324/9780203506554, lire en ligne)
- (en) Comparative urbanism: tactics for global urban studies, John Wiley & Sons, Ltd, coll. « IJURR studies in urban and social change book series », 2023 (ISBN 978-1-119-69758-9, 978-1-119-69757-2 et 978-1-119-69756-5, lire en ligne)
- (en) avec Pierre Le Galès, The Routledge handbook of comparative global urban studies, Routledge, coll. « Routledge international handbooks », 2023 (ISBN 978-0-429-28796-1, lire en ligne)